# Jamil Joudi
Pour le prénom arabe, voir Jamil.
Jamil Joudi (arabe : جميل الجودي), né le 4 avril 1934 à Tunis et mort le 1er octobre 2012, est un acteur tunisien actif aussi bien au cinéma et au théâtre qu'à la télévision.

## Biographie
Jamil Joudi entre à l'école d'art dramatique arabe en 1951, puis travaille dans la troupe de la ville de Tunis dès sa création.
Connu pour ses contributions au théâtre en tant que scénariste et metteur en scène, il dirige la troupe théâtrale de Sfax dès sa création en 1966 et participe à plusieurs feuilletons télévisés.
Il a enseigné le théâtre à l'Université du roi Abdulaziz en Arabie saoudite.
Avant sa mort, il lègue son répertoire — des productions théâtrales, cinématographiques et télévisuelles — aux archives nationales de Tunisie.

## Filmographie

### Cinéma
- 1973 : Sejnane
- 1979 : Le Coup de sirocco
- 1980 : Le Larron
- 1992 : Le Collier perdu de la colombe
- 1994 : La Danse du feu

### Télévision
- 1995 : Al Hassad

## Théâtre
Metteur en scène
- Antigone
- Massinissa
- Zied Allah El Aghlabi
- Attariq
- Rabeh, zmim el houma (Rabeh, bandit du quartier), avec Habib Laroussi dans le rôle de Rabeh
- Salaheddine El Ayoubi